# 生田目城
生田目城（なばためじょう）は、栃木県芳賀郡益子町大字生田目字館山にあった日本の城。県道41号線の東側の山麓地帯にある平山城であった。城主ははっきりとは解っていないが同地を治めていた益子氏の家臣に生田目氏がいることから、その居城ではなかったかと思われている。

## 構造
- 本丸
- 二の丸
- 三の丸
- 井戸跡（現在では「井戸」が転訛したと思われる「えど沢」という呼称で呼ばれていて、現在も水が湧き出ている。）
- 堀跡

## 周辺
- 三の丸のあたりに「正覚寺（または正岳寺）」という寺院があった。
- 現在でも同城の周辺には「中城」「下城」という字名が残っている。

## アクセス
- 真岡鐵道真岡線北山駅